# 鳥居みゆきの社交辞令でハイタッチ2
鳥居みゆきの社交辞令でハイタッチ2（とりいみゆきのしゃこうじれいではいたっち2）は、 2011年7月15日からニコニコ生放送で配信を開始した鳥居みゆきの冠番組。GYAO!で有料配信していた『鳥居みゆきの社交辞令でハイタッチ』の事実上の後番組である。初回放送時にタイトルが未定であり、題名を募ったところ、チャットで『鳥居みゆきの社交辞令でハイタッチ3』に決まった。
しかし、ニコジョッキーでは数字順通りに『鳥居みゆきの社交辞令でハイタッチ2』とし、41回目の配信から『鳥居みゆきの社交辞令でハイタッチ3』となったため、『鳥居みゆきの社交辞令でハイタッチ2』内で述べる。

## 出演者
- 鳥居みゆき
- 進行役：藤井ペイジ（飛石連休）

### スタッフ
- 構成作家：ウノT

## 配信リスト
- 41回目以降の配信リストについては『鳥居みゆきの社交辞令でハイタッチ3#放送リスト』を参照

『鳥居みゆきの社交辞令でハイタッチ2』
- 2013年
  - #17（2013年 1月 9日） - ゲスト：新鮮なたまご
  - #18（2013年 2月 1日） - ゲスト：メイプル超合金
  - #19（2013年 3月 1日） - ゲスト：メイプル超合金
  - #20（2013年 4月12日） - ゲスト：メイプル超合金
  - #21（2013年 5月 3日） - ゲスト：メイプル超合金
  - #22（2013年 6月 7日） - ゲスト：メイプル超合金
  - #23（2013年 7月 5日） - ゲスト：メイプル超合金
  - #24（2013年 8月 2日） - ゲスト：なないろバッパーマン
  - #25（2013年 9月18日） - ゲスト：チバハラ
  - #26（2013年10月 4日） - ゲスト：チバハラ
  - #27（2013年11月15日） - ゲスト：ラブ守永
  - #28（2013年12月13日）
- 2014年
  - #29（2014年 1月10日） - ゲスト：お侍ちゃん
  - #30（2014年 2月 7日） - ゲスト：お侍ちゃん
  - #31（2014年 3月 3日） - ゲスト：お侍ちゃん
  - #32（2014年 4月 4日） - ゲスト：お侍ちゃん
  - #33（2014年 5月 2日） - ゲスト：飯島翔平
  - #34（2014年 6月 2日） - ゲスト：ばろん
  - #35（2014年 7月 4日） - ゲスト：ばろん
  - #36（2014年 8月 1日） - ゲスト：ばろん
  - #37（2014年 9月 5日） - ゲスト：ばろん
  - #38（2014年10月 1日） - ゲスト：ごめんね漱石
  - #39（2014年10月31日） - ゲスト：シャイニングスターズ
  - #40（2014年12月 5日）